# Il y a longtemps que je t'aime
Il y a longtemps que je t'aime (traducido al español como Hace mucho que te quiero o como Hace mucho tiempo que te quiero en Argentina) es una película dramática francesa de 2008, escrita y dirigida por Philippe Claudel. Relata la historia de una mujer que lucha por interactuar con su familia y encontrar su lugar en la sociedad después de pasar quince años en prisión.

## Trama
Cuando Juliette Fontaine, anteriormente una médica, es liberada de la prisión, su hermana menor Léa, casada, la invita a quedarse en su casa con su familia; su esposo, padre y sus dos hijas vietnamitas adoptadas. Ellos viven en la ciudad universitaria de Nancy, en Lorena, Francia. ¿Por qué Juliette estuvo en la cárcel? De esto se revela poco a poco a lo largo de la película: en primer lugar, permaneció en la cárcel durante 15 años, ya que su crimen fue un asesinato, siendo la víctima su hijo de 6 años de edad, Pierre. Y finalmente, la razón por la que ella lo mató.
Léa, una profesora de literatura en la universidad, es relativamente más joven que Juliette. Debido a la naturaleza del delito de Juliette, sus padres le niegan a Léa la existencia de ella, y le prohibieron que la visitara en la cárcel. Además, Juliette se había negado a hablar durante su juicio. Como resultado, Léa no sabe nada acerca de las circunstancias que rodearon el crimen. No obstante, ella se interesa mucho en conocer esos detalles, quiere mucho a su hermana y comprende por lo que vivió. Por su parte, Juliette se niega a discutir lo que pasó, esto, hasta el final de la película.
Mientras lucha por encontrar empleo, Juliette goza de la compañía platónica de dos hombres, un oficial de libertad condicional que entiende cómo la prisión puede dañar el espíritu humano, y Michel, uno de los colegas de Léa, que se solidariza con su terrible experiencia de haber estado presa.
Poco a poco, Juliette comienza a encajar con Léa y su familia, hace amigos y encuentra un empleo fijo como secretaria en un hospital. Ella también desarrolla una estrecha relación con sus sobrinas, a pesar de que el marido de Léa al comienzo no le gustaba, esto, por el historial de ella. Sin embargo, poco a poco, después de ver cómo se interactúa con la familia y el excelente trato hacía sus hijas adoptivas comienza a aceptarla.
Juliette se compromete a acompañar a Léa en una visita a su madre, quien está confinada en un asilo de ancianos con la enfermedad de Alzheimer. Por un breve instante su madre la reconoce y la abraza, la recuerda como cuando era una niña, en lugar de la hija distanciada que asesinó a su nieto por circunstancias que ya sabremos.
Una mañana, cuando Juliette había salido, Léa descubre accidentalmente una pista del por qué ella mató a Pierre. Juliette, como médica que es, le diagnostica a su hijo que sufría de una enfermedad mortal y dolorosa. Léa se enfrenta a Juliette con la información que consiguió de un amigo médico, y Juliette entre sollozos y gritos le explica que cuando la condición de Pierre progresó hasta el punto de que no podía moverse, lo mató con una inyección, sabiendo que de lo contrario iba a sufrir un dolor insoportable. En el juicio no habló ni una palabra en su defensa ni hizo alguna explicación, sintiendo que merecía la pena por haber traído a su hijo al mundo, condenado a morir. Después de una escena catártica, emocional entre las dos hermanas, Léa mira a una ventana y comenta sobre la forma hermosa como se veía tan linda bajo la lluvia. Juliette está de acuerdo con ella. De momento alguien llega al apartamento y, desde abajo, pregunta si hay alguien. Juliette se demora en responder, pero finalmente lo hace y la película termina con Juliette diciendo, "Estoy aquí".

## Reparto
- Kristin Scott Thomas, como Juliette Fontaine.
- Elsa Zylberstein, como Léa.
- Serge Hazanavicius, como Luc.
- Laurent Grévill, como Michel.
- Frédéric Pierrot, como el capitán Fauré.
- Jean-Claude Arnaud, como Papy Paul.
- Claire Johnston, como la madre.
- Lise Ségur, como Lys.
- Mouss Zouheyri, como Samir.

## Estreno
La película fue estrenada el 14 de febrero de 2008 en el Festival Internacional de Cine de Berlín. Se estrenó en Francia y Bélgica el 19 de marzo. Fue presentada en el Festival de cine de Telluride, el Festival Internacional de Cine de Toronto, el Festival de cine de Cambridge, el Festival Internacional de Cine de Vancouver y el Festival Internacional de Cine de Chicago, antes de ser estrenada en Estados Unidos el 24 de octubre, donde fue estrenada en nueve cines y recaudó US$72.205 en su primer fin de semana. Finalmente, recaudó 3.110.292 dólares en Estados Unidos y 15.735.514 dólares en mercados internacional, con un monto global de recaudación de $18.845.806.

## Crítica
Las reseñas fueron extremadamente positivas, con 90% de calificación en Rotten Tomatoes sobre la base de 115 reseñas hasta el 23 de mayo de 2009. La película es un drama familiar que sirve como un notable debut de Phillipe Claudel como director. Logró 79% de reseñas favorables entre los críticos de Metacritic.

### Top 10
La película fue citada como una de las mejores diez películas del año por muchos críticos, incluyendo a Joe Neumaier del the Daily News, Mick LaSalle del San Francisco Chronicle, Rick Groen del The Globe and Mail, Josh Rosenblatt del Austin Chronicle, Steve Rea del Philadelphia Inquirer, Ray Bennett del The Hollywood Reporter, Anthony Lane de The New Yorker, Ann Hornaday del Washington Post y David Denby de The New Yorker.

## Premios y nominaciones
Premios César de 2009
| Categoría                              | Persona              | Resultado |
| -------------------------------------- | -------------------- | --------- |
| Mejor película                         | Mejor película       | Nominada  |
| Mejor actriz                           | Kristin Scott Thomas | Nominada  |
| Mejor actriz secundaria                | Elsa Zylberstein     | Ganadora  |
| Mejor guion original                   | Philippe Claudel     | Nominado  |
| Mejor música escrita para una película | Jean-Louis Aubert    | Nominado  |
| Mejor ópera prima                      | Mejor ópera prima    | Ganadora  |

Premios BAFTA de 2008
| Categoría                          | Persona                            | Resultado |
| ---------------------------------- | ---------------------------------- | --------- |
| Mejor película de habla no inglesa | Mejor película de habla no inglesa | Ganadora  |
| Mejor actriz                       | Kristin Scott Thomas               | Nominada  |
| Mejor guion original               | Philippe Claudel                   | Nominado  |

Premios del Cine Europeo de 2008
| Categoría            | Persona              | Resultado |
| -------------------- | -------------------- | --------- |
| Mejor actriz europea | Kristin Scott Thomas | Ganadora  |

53.ª edición de los Premios Sant Jordi
| Categoría                           | Persona              | Resultado |
| ----------------------------------- | -------------------- | --------- |
| Mejor actriz en película extranjera | Kristin Scott Thomas | Ganadora  |

Globos de Oro de 2008
| Categoría                          | Persona                            | Resultado |
| ---------------------------------- | ---------------------------------- | --------- |
| Mejor película de habla no inglesa | Mejor película de habla no inglesa | Nominada  |
| Mejor actriz en drama              | Kristin Scott Thomas               | Nominada  |

Otros premios
- Premio del Círculo de críticos de cine de Londres a la mejor actriz británica del año (Kristin Scott Thomas, ganadora)

Otras nominaciones
- British Independent Film Award a la mejor película extranjera 2008

- Chicago Film Critics Association Award a la mejor película extranjera

- Satellite Award a la mejor actriz – Drama - Kristin Scott Thomas

- Premios Lumières - Anexo:Premio Lumière a la mejor actriz - Kristin Scott Thomas